# Грайндхаус (фільм)
«Ґрайндгауз» (англ. Grindhouse) — спільний проєкт американських кінорежисерів Квентіна Тарантіно і Роберта Родрігеса.

## Структура
Кінострічка складається з двох повнометражних сегментів. Перший сегмент фільму «Ґрайндгауз» — фільм жахів «Планета страху» про зомбі, знятий Робертом Родрігесом, другий — трилер про маніяка каскадера «Доказ смерті» — створений Квентіном Тарантіно. Попри те, що «Планета страху» і «Доказ смерті» мають незалежні сюжети, вони пов'язані цілим рядом моментів, наприклад, в них є кілька загальних персонажів, частково збігається і місце дії; хронологічно «Доказ смерті» передує «Планеті страху». Крім цих двох фільмів, в «Ґрайндгауз» входять чотири трейлери до незнятих фільмів: «День подяки» (режисер — Елай Рот), «Жінки-перевертні СС» (Роб Зомбі), «Не робіть цього!» (Едгар Райт) і «Мачете» (Роберт Родрігес). Пізніше картина «Мачете» все ж була знята і випущена у вересні 2010 року. У канадській версії проєкту був також ще один фальшивий трейлер «Бомж із дробовиком», який був визнаний найкращим у спеціально оголошеному конкурсі фейк-трейлерів, і пізніше цей фільм  був знятий, головну роль у ньому виконав Рутгер Гауер.

## Стилістика
Ґрайндгауз — це кінотеатр, який спеціалізується на показі фільмів категорії B, часто демонструє їх на здвоєних сеансах (квиток на два фільми — за ціною одного). Подібні кінотеатри були популярні в США в 1970-і роки — в період розквіту так званих експлойтейшн-фільмів, які багато в чому сформували режисерський стиль Тарантіно та Родрігеса. У «Ґрайндгаузі» міститься маса цитат і відсилань до стрічок того часу, так само як і до власних робіт цих постановників. Обидва фільми, що становлять дуплекс «Ґрайндгауз», намагаються слідувати естетиці низькобюджетного кінематографа, в тому числі шляхом імітації подряпаної плівки, «зниклих» фрагментів, монтажних помилок, операторських ляпів тощо. Кожній частині передує кілька трейлерів до вигаданих фільмів подібних «низьких» жанрів.
Фільм показали у програмі Каннського кінофестивалю 2007 року.

## Скандали
У 2017 році довкола продюсера фільму Гарві Вайнштейна посилився скандал, коли виконавиця однієї з провідних ролей Роуз Макґавен публічно звинуватила його в зґвалтуванні. Поліція в США і Британії порушила кримінальні розслідування звинувачень на адресу Гарві Вайнштейна після численних звинувачень у сексуальних домаганнях.